# Scott Speed
Scott Andrew Speed (Manteca, Kalifornija, 24. siječnja 1983.) je bivši američki vozač Formule 1.